# 锡霍特山脉

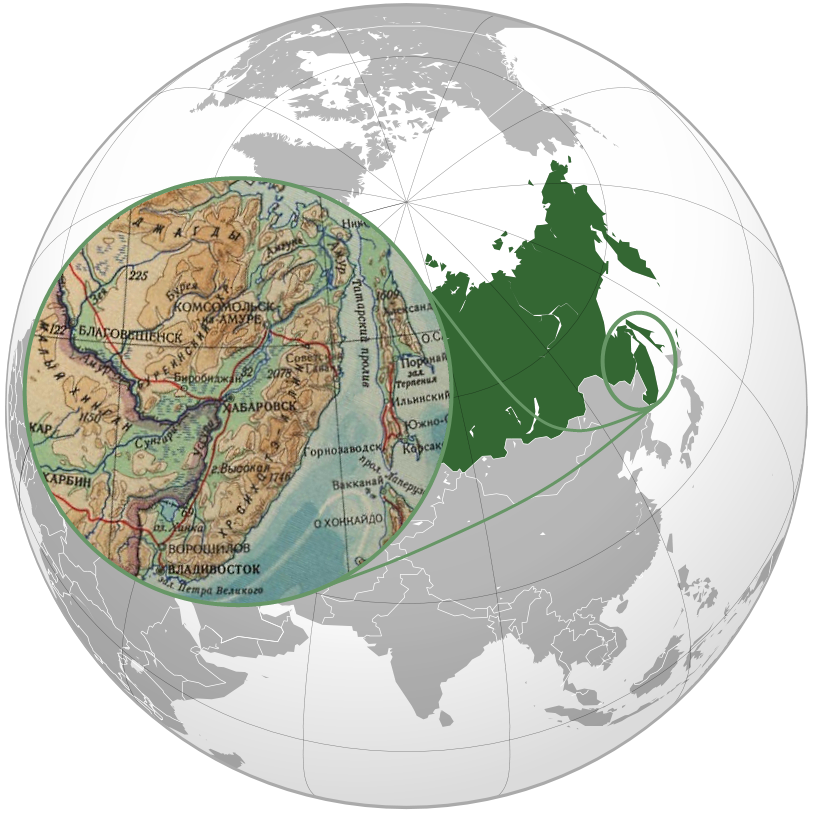
地圖

锡霍特山脉（羅馬化：Sikhote-Alin），原名內興安嶺，又称希霍特-阿林山脉、西河大嶺、老爷岭，是位于俄罗斯远东太平洋港口城市海参崴东北的山脈，纵断哈巴罗夫斯克边疆区和滨海边疆区，长1200公里，宽200-250公里。主要山峰包括了科尼克山、托尔多基-亚尼山（2077米，最高峰）等。锡霍特山脉是地球上温带地区最独特的地方之一。在这里北方針葉林特有的物种如驯鹿和棕熊与温带物种如远东豹、东北虎和亞洲黑熊共存。由于在這裡虎的生存竞争對手只有很少量的狼。这里最老的树是一株树龄一千年左右的紫杉。弗拉迪米尔·阿尔谢尼耶夫在1910和20年代里对锡霍特山脉进行了仔细的考察，并把他的经历写在几本书里，其中包括《德尔苏·乌扎拉》（1923年），这部书于1975年被黑澤明拍成电影并获得奥斯卡奖。1935年当地设立野生保护区来保护这里不寻常的野生生物。2001年联合国教科文组织把锡霍特山脉列入世界遗产，理由是其“对于中华秋沙鸭、毛腿渔鸮和东北虎等珍稀物种幸存”的重要意义。整个世界遗产面积16319平方公里，其中中心保护区面积3985平方公里。锡霍特山脉中植被茂盛，自然资源丰富，有东北虎等珍稀动物栖息。被列入了联合国世界自然遗产名录。中心地区只有在保护人员随同下才允许进入。